# Mesmur
Mesmur ist eine 2013 gegründete Death- und Funeral-Doom-Band.

## Geschichte
Das multinational besetzte Bandprojekt wurde 2013 von dem Dalla-Nebbia-Gitarristen Jeremy „Yixja“ Lewis gegründet. Zur Vervollständigung der Band zog er den Schlagzeuger John Devos, von unter anderem Comatose Vigil A. K., hinzu. Als weitere Mitglieder schlossen sich der australische Sänger Chris G und der norwegische Bassist Aslak Karlsen Hauglid der Gruppe an. Das selbst-betitelte Debüt erschien 2014 über Code666 Records, einem Subunternehmen von Aural Music. Lewis nannte den Schreib- und Aufnahmeprozess, den natürlichsten an welchen er bis dahin teilgenommen habe. Die Presse-Stimmen zu Mesmur variierten von der für Metal.de verfassten Beurteilung als „solides Werk, das aber noch eine Menge Platz noch [sic] oben“ böte, bis zu jener für Doom-Metal.com geäußerten, dass es sich bei Mesmur um ein „wahrlich exzellentes Album, das Teil jeder Sammlung von Funeral- und Death-Doom-Liebhabern sein sollte“ handele. Weitere Rezensionen bewegten sich mehr im positiven Feld zwischen diesen Polen. So attestierte Moritz Grütz für Metal1.info, dass Mesmur „für ein Debüt […] mehr als gelungen“ sei. Auch international wurde es vornehmlich als „gutes“ bis „hochwertiges“ Album gelobt.
Zum zweiten Album schied Aslak Karlsen Hauglid und wurde durch Michele Mura von Ligthless Moor und Chaoswave ersetzt. S erschien 2017 über Solitude Productions. Das Album erhielt, wie das Debüt überwiegend positive Resonanz. Während  Moritz Grütz, das Album im Vergleich zu Memsmur als „ein über weite Strecken gut gemachtes Doom-Metal-Album, das die durch das Debüt geweckten Erwartungen jedoch nicht ganz erfüllt“ beurteilte, lobten Rezensenten von unter anderem Powermetal.de, Doom-Metal.com oder Rock Hard das Album als überaus gelungene Funeral-Doom-Veröffentlichung. Rezensenten schrieben S sei „so schwer wie ein Planet und so dicht wie ein Neutronenstern“, ein „verführerisch dunkles und hypnotisches Album, das mit Sicherheit zu beeindrucken“ wisse, eines der besten Alben des Jahres und ein großartiger Repräsentant des Genres.

„Die Rezeptur zu diesem Stil ist bekannt, und beherrschen tut sie längst nicht jeder. MESMUR allerdings schon!“

Zwei Jahre nach S erschien mit Terrene das dritte Studioalbum von Mesmur, welches erneut über Solitude Productions veröffentlicht wurde. Terrene wurde wie die Vorgänger international positiv aufgenommen. Es sei „fesselndes“ und „hochwertiges“ Material, dabei agiere die Band „etwas verschroben, in sich jedoch schlüssig“ und präsentiere mit dem Endergebnis „eine großartige Leistung“. So sei Terrene ein Zeugnis davon „wie exquisit der Stil werden könne, sofern er in die richtigen Hände gelegt wird.“ Entsprechend wurde das Album mehrheitlich Interessierten am Genre empfohlen.
Mit Chthonic erschien am 14. April 2023 das vierte Studioalbum der Band. Es nimmt gegenüber den ersten drei Alben ein neues Thema auf und ist als Sammlung paranormaler Erzählungen und Horrorgeschichten angelegt. In der Rezeption wurde das Album zur Veröffentlichung als das beste der Band, des Monats und des noch laufenden Jahres erklärt.

## Stil
Mesmur spielt eine mit progressiven und experimentellen Interpreten wie Esoteric, Mar de Grises und Ea assoziierte Mischung aus Death- und Funeral-Doom. Lewis gibt neben Mar de Grises Evoken und Neurosis als Einflüsse an. Selbst beschreibt er die Musik ebenfalls als zwischen Death- und Funeral-Doom angelegt. Dabei strebe er ein Gleichgewicht „zwischen Dissonanz und Melodie vor dem Hintergrund von atmosphärischem Noise und Ambient“ an. Die Musik variiere so einen „Funeral Doom nach Lehrbuch“ mit Tempovariationen bis in „kurze Doublebass-Passagen“ und „Dissonanz und (gefühlte[r]) Strukturlosigkeit“.

„Mit schleppenden Riffs, ausscheifenden Melodien und tiefen Growls […] setzen die Amerikaner mit viel Cleangitarren-Einsatz und Delay-Effekten sowie hintergründigen Synthesizern alles auf Düsternis[.]“

## Diskografie
- 2014: Mesmur (Album, Code666 Records)
- 2017: S (Album, Solitude Productions)
- 2019: Terrene (Album, Solitude Productions)
- 2023: Chthonic (Album, Aesthetic Death Records, Solitude Productions)